# Grzebień nerwowy
Grzebień nerwowy – multipotencjalne komórki neuroektodermy, zdolne do migracji, z których rozwija się wiele rodzajów komórek dorosłego organizmu. Nazywane niekiedy czwartym listkiem zarodkowym. Występuje u kręgowców i w ograniczonym stopniu u osłonic.

Powstawanie grzebienia nerwowego w czasie neurulacji. Na zielono zaznaczono komórki grzebienia nerwowego, na fioletowo neuroektodermę, na niebiesko ektodermę pokrywową.

## Powstawanie grzebienia nerwowego
Grzebień nerwowy powstaje w czasie neurulacji pierwotnej. Neuroektoderma – część ektodermy, z której powstaje cewka nerwowa – pod indukcyjnym wpływem mezodermy osiowej (struny grzbietowej) zaczyna tworzyć płytę nerwową. Na jej brzegach powstają fałdy nerwowe, które podnoszą się, a ich brzegi zbliżają się wzdłuż osi ciała zarodka, nad struną grzbietową. Gdy łączą się, powstaje cewka nerwowa, wciąż połączona z ektodermą komórkami grzebienia nerwowego, które wcześniej tworzyły brzeg płyty nerwowej. Następnie cewka nerwowa zapada się, a komórki grzebienia nabierają charakteru mezenchymatycznego i rozpoczynają migrację.

## Wytwory komórek grzebienia nerwowego
Komórki grzebienia nerwowego migrują przez ciało zarodka, zasiedlając w nim różne miejsca, w których biorą udział w tworzeniu:
- melanocytów,
- zwojów nerwowych czaszkowych i rdzeniowych,
- zwojów autonomicznego układu nerwowego,
- chrząstek trzewioczaszki (łuki skrzelowe),
- rdzenia nadnerczy,
- ciała rzęskowego.

## Ewolucja

### Ewolucja grzebienia nerwowego
Grzebień nerwowy uważano za strukturę właściwą jedynie kręgowcom. Migrujące komórki grzebienia nerwowego występują jednak również u osłonic, a u lancetnika w komórkach brzeżnych płyty nerwowej ekspresji ulegają geny charakterystyczne dla grzebienia nerwowego (distal-less, snail, Pax3/7, Msx). Ewolucja tej struktury rozpoczęła się więc wcześniej, a po oddzieleniu się bezczaszkowców pojawiła się zdolność migracji komórek grzebienia nerwowego i tworzenia melanocytów. U kręgowców z mezenchymatycznych komórek migrujących rozwijają się również elementy chrzęstne i nerwowe.

### Znaczenie w ewolucji kręgowców
Uważa się, że wytwory grzebienia nerwowego, miały duże znaczenie w ewolucji kręgowców. Znacznie komplikują one budowę układu nerwowego, zwiększając stopień jego organizacji i biorą udział w formowaniu niektórych narządów zmysłów. Ponadto chrząstka tworząca łuki skrzelowe ulega przekształceniom m.in. w kości szczęki. Według teorii „nowej głowy” ewolucja od filtrującego strunowego przodka do aktywnie polującego kręgowca związana była głównie ze zmianami w obrębie głowy, w których decydującą rolę odgrywał rozwój struktur pochodzących z grzebienia nerwowego (aparatu gębowego i narządów zmysłów).

### Koncepcja Cristozoa

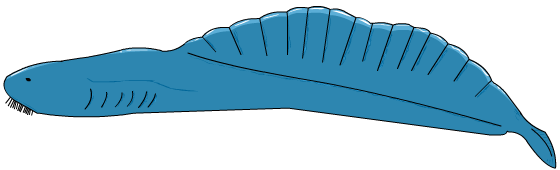
Haikouella – kopalny przedstawiciel Cristozoa niebędący czaszkowcem

Zaproponowano klad, dla którego synapomorfią byłoby występowanie grzebienia nerwowego i struktur od niego pochodzących. Termin ten wysunęli w 2001 roku Holland i Chen. Ich zdaniem w ewolucji czaszkowców, zanim pojawiła się właściwa czaszka, istniało już wiele struktur, które uważa się za wyłączne dla tej grupy. Wiele z nich powstaje u współcześnie żyjących zwierząt w drodze przekształceń grzebienia nerwowego. Kopalnymi przedstawicielami bezczaszkowych Cristozoa miałyby być Yunnanozoon i Haikouella. U zwierząt tych można zaobserwować m.in. parzyste oczy i nozdrza, łuki skrzelowe z ruchomymi stawami, cewkę nerwową rozdętą w częściowo zróżnicowany mózg, protovertebrae, natomiast brak kresomózgowia, czaszki i narządów słuchu.

## Terminologia
Pierwszy opis grzebienia nerwowego u kurzego zarodka przedstawił Wilhelm His w 1868 roku na określenie warstwy komórek między grzbietową ektodermą a cewą nerwową użył terminu Zwischenstrang. Współczesną nazwę (neural crest) wprowadził brytyjski embriolog Arthur Milnes Marshall w 1879 roku.